# František Šimon (lyžař)
František Šimon (28. dubna 1953 Nové Město na Moravě – 22. července 2016) byl český lyžař, běžec na lyžích. Závodil za Duklu Liberec.

## Lyžařská kariéra
Na XII. ZOH v Innsbrucku 1976 skončil v běhu na lyžích na 15 km na 34. místě, na 30 km na 44. místě a ve štafetě na 4x10 km na 10. místě. Na XIII. ZOH v Lake Placid 1980 skončil v běhu na lyžích na 15 km na 40. místě, na 30 km na 36. místě, na 50 km na 27. místě a ve štafetě na 4x10 km na 9. místě.
Na Mistrovství světa v klasickém lyžování 1974 ve Falunu skončil v běhu na 15 km na 19. místě a ve štafetě na 4x10 km na 5. místě. Na Mistrovství světa v klasickém lyžování 1978 v Lahti skončil v běhu na 15 km na 28. místě, na 30 km na 11. místě, na 50 km na 40. místě a ve štafetě na 4x10 km na 7. místě. Na Mistrovství světa v klasickém lyžování 1982 v Oslo skončil v běhu na 15 km na 43. místě, na 30 km na 34. místě, na 50 km na 23. místě.
Získal 18 titulů mistra republiky.